# Lisarňa
Lisarňa (ukrajinsky Лісарня, maďarsky Erdőpatak) je osada obce Verchňa Vyznyca, v Kolčynské územní komunitě (ukrajinsky Кольчинська селищна громада), v okrese Mukačevo, v Zakarpatské oblasti Ukrajiny. V roce 2025 zde žilo 269 obyvatel.

## Historie
Před uzavřením Trianonské smlouvy byla Lisarňa součástí Uherska. Poté se stala součástí první československé republiky, přičemž příslušný obecní notariát byl v Nových Klenovcích. Od 15. dubna 1939 byla součástí samostatného státu Karpatská Ukrajina; o několik dní později bylo Zakarpatí obsazeno maďarskými vojsky. Od roku 1945 byla součástí Ukrajinské sovětské socialistické republiky, která byla součástí SSSR. Od roku 1991 je součástí samostatné Ukrajiny.